# P.O.box
P.O.Box est un groupe de ska punk français, originaire de Nancy, en Meurthe-et-Moselle. Il s'est formé en 2001 autour de trois membres qui se sont rencontrés à la fête de la musique - Jay, Yul et Seb.

## Biographie
Le groupe est formé en 2001 à Nancy, et fait ses premiers concerts la même année. Depuis, le groupe a tourné de manière intensive à travers toute l'Europe, l'Asie, le Canada et la Russie, accroissant toujours sans cesse sa réputation d'être un groupe live explosif.
Après avoir sorti une démo, Fartcore en 2001, et un split, intitulé We are All in the Gutter but Some of Us are Looking at the Stars en 2002, le groupe signe sur Winged Skull Records pour la sortie de leur premier EP, Rock My Reality en 2004,.
Des milliers de kilomètres passés sur les routes européennes amènent P.O.Box à enregistrer un premier album studio, ...And the Lipstick Traces, et à signer en avril 2007 sur Long Beach Records (Europe), Übersee Records, et Guerilla Asso qui sortent le disque dans toute l'Europe, mais aussi sur Unattractive Records en mai 2007 pour la sortie au Japon.
En février 2008, l'un des amis du groupe, Steve Deprez, décède après une lutte contre un cancer. Avant son décès, il organisait plusieurs concerts pour le groupe en Belgique. La chanson Strike back lui rend hommage.
En mai 2008, le groupe entame une mini-tournée au Québec, Canada, passant par Rimouski, Jonquière, Sherbrooke, Drummondville, Québec et Montréal, aux côtés d'autres groupes comme Subb, PL Mafia et Scream Out. P.O.Box tourne aussi un vidéoclip à Longueuil.
Au début de 2009, le groupe enregistre son deuxième album studio, intitulé InBetweenTheLines, publié cette fois sur les labels Long Beach Records Europe (Allemagne), Guerilla Asso (France) et In Ya Face (Japon). Il est mixé par Yann Klimezyk (MonStudio, Nancy), et masterisé par Steve Rizun (Drive Studio, Toronto).
En 2011, P.O.box célèbre ses 10 ans d’existence et son 500e concert. Le groupe en profite pour enregistrer un EP six titres accompagné d’un DVD documentaire vidéo de 2h sur leur tournée européenne de l’été 2009. Cet EP, enregistré par Simon Muller (FH Studio, Nancy), et mixé et masterisé à nouveau par Steve Rizun, fait partie d’un coffret digipack CD+DVD, et s’intitule Detour(s). Il sort comme les précédents opus sur Long Beach Records Europe, Guerilla Asso, InYaFace, et également sur Bad Mood Records (Suisse).
En 2014, P.O.Box sort un nouvel album, F#RTH#R, enregistré, mixé et masterisé par Yann Klimezyk, sur Long Beach Records et Guerilla Asso. La même année, deux des membres du groupe publient une vidéo d'un medley vocal de la période Sublime de Bradley Nowell.
Entre le 17 et le 19 décembre 2015, le groupe fête ses 15 ans d'existence à l'Appart' de Nancy.
Ils composent leur dernier album en date intitulé spaceavailable. lors de la pandémie de 2020. Ils entrent en studio pour la base rythmique et les voix au FH Studio (Nancy) chez Simon Müller, et les cuivres, le mixe et le mastering au Snapcut Studio chez Rémi Mayot (Nice). Le single "Safe or Sorry" sort en février 2023. Il enchaine avec une date à L'Autre Canal le 8 avril 2023 faisant salle comble pour la présentation des morceaux en live.
L’album des Lorrains sort le 26+05+23 sur Guerilla Asso et Krod Prod.  

## Membres

### Membres actuels
- Seb - chant
- Jay - guitare
- Ju - basse
- Yul - trompette
- Jo - trombone
- Nico - batterie
- Niqueu -  ingé son
- Gui- ingé lumières

### Anciens membres
- Baz - batterie (2011-2016)
- Babos - trombone (2009-2014)
- Joseph - trombone (2005-2009)
- Willy - batterie (2007-2011)
- Ak - guitare (2003-2008)
- DamN - batterie (2001-2007)
- Triky - trombone (2003-2005)
- Vince - guitare (2001-2003)
- Kiki - batterie (2001)
- Philou - guitare (2001)
- Damed - basse (2010-2012)
- Olive - basse (2005-2010)
- Will - basse (2001-2005)
- Nico - basse (2001)